# Hazari
Hazari (narečno turško Xazarlar) so bili polnomadsko turško ljudstvo, ki je od 7. do 10. stoletja vladalo v Pontsko-kaspijski stepi od Dnepra do Urala in na severnem Kavkazu. Ime Hazar je verjetno povezano s turškim pridevnikom  'gezer', ki pomeni 'mobilen' in glagolom  'gezmek' , ki pomeni 'potovati' ali 'tavati'.
V 7. stoletju so na severnem Kavkazu ob Kaspijskem jezeru ustanovili neodvisen kaganat. Prvotno so bili šamanisti tengriisti, kasneje pa so zaradi vpliva Bizantinskega cesarstva in islamskih kalifatov mnogi prestopili v krščanstvo, judaizem in islam. Kaganat je v 8. ali 9. stoletju kot državno religijo prevzel judaizem. Ko so bili Hazari na višku moči, so skupaj s svojimi podložniki obvladovali večino sedanje južne Rusije, zahodni Kazahstan, vzhodno Ukrajino, Azerbajdžan, večji del severnega Kavkaza (Čerkezijo, Dagestan in Čečenijo), dele Gruzije in polotok Krim.
V letih 965 do 969 je njihovo samostojnost zlomil knez Svjatoslav I. Kijevski in postali so podložniki Kijevske Rusije. Hazare so postopoma izpodrinili Rusi in Kipčaki, nato pa Zlata horda, tako da so kot kulturno različno ljudstvo postopoma izginili.

## Poreklo in zgodnja zgodovina
Poreklo Hazarov ni povsem jasno.
Ujguri
Nekateri strokovnjaki, med katere spadata D. M. Dunlop in P. B. Golden, menijo, da so bili Hazari povezani z Ujguri ali Dinglingi v plemensko zvezo kot pleme, ki ga kitajski viri iz 7. stoletja imenujejo He'san oziroma K'o-sa. Nenavadno je, da je hazarski jezik verjetno spadal med ogurske jezike in je bil podoben jeziku, ki so ga govorili Prabolgari in ustreza sodobnim čuvaškin narečjem. Hipotezi o ogurskem poreklu hazarskega jezika nekateri strokovnjaki oporekajo. P. B. Golden, M. Artamanov in A. Novoselcev gredo še dlje in trdijo, da so bili Hazari v plemenski zvezi z Ujguri, Sibiri in nekaterimi drugimi altajskimi turškimi ljudstvi. Njihovo teorijo zagovarja večina ruskih posovjetskih strokovnjakov.
Huni
Domnevo, da so bili Hazari hunskega porekla, zagovarjata O. Pritsak in A. Gadlo. Hazari se omenjajo šele po propadu Atilovega hunskega imperija leta 454. Glede na to, da turška plemena nikoli niso bila etnično homogena, se ti domnevi med seboj ne izključujeta.  Hazari so bili verjetno mešanica plemen z različnim etničnim poreklom, ker so stepska ljudstva poražence običajno absorbirala. Armenske kronike omenjajo Hazare že v poznem 2. stoletju. Njihove omembe se običajno obravnavajo kot anahronizem, saj je večina strokovnjakov prepričana, da ne gre za Hazare, pač pa za Sarmate ali Skite. Zgodovinar Prisk iz Panija (5. stoletje) omenja, da se je eno od plemen v hunski plemenski zvezi imenovalo  Akatziroi in da je bilo njihovemu kralju ime Karadah ali Karidah. Nekateri strokovnjaki so zaradi podobnosti med imenoma Akatziroi in Ak-Khazar domnevali, da so bili Akatziroi zgodnji proto-Hazari.
Transoksanijsko poreklo
Dimitrij Vasiljev z Astrahanske državne univerze je pred kratkim predpostavil, da so se Hazari preselili v Pontske stepe v poznih 500. letih in da so pred tem živeli v Transoksaniji. Del prebivalstva je po njegovem mnenju ostal v Transoksaniji pod pečeneško in oguško oblastjo in morda ohranil stike z glavnino svojega ljudstva. D. Ludwig trdi, da so Hazari odšli iz svoje domovine zaradi vedno večjega pritiska Heftalitov. Simon Kraiz, strokovnjak za vzhodnoevropske Jude z univerze v Haifi, je septembra 2008 na podlagi Vasiljevovih odkritij v vasi Samosdelka poudaril, da se do sedaj ni našel niti en hazarski pisni dokument: "O Hazarih vemo mnogo in vendar ne vemo skoraj ničesar. O njih so pisali Judi, prav tako Rusi, Gruzijci in Armenci, od Hazarov samih pa nimamo skoraj ničesar".
Drugo
Hazari so po prestopu v judaizem sledili svoje poreklo do Kozarja (Hazarja), sina Togarma, ki je v 1. Mojzesovi knjigi omenjen kot Jafetov vnuk (1 Mz 10,2). Nekateri strokovnjaki iz bivše ZSSR imajo Hazare za domorodne prebivalce severnega Kavkaza in pripadnike enega od nahskih ljudstev. Svojo trditev argumetirajo z imenom 'hazar', ki v čečenskem jeziku pomeni 'lepa dolina'.

## Plemena
Hazarska plemenska sestava ni povsem jasna. Delili so se na Ak-Hazare (Bele Hazare) in Kara-Hazare (Črne Hazare). Muslimanski geograf al-Istahri je zapisal, da so bili Beli Hazari presenetljivo lepi, da so imeli rdeče lase, belo polt in modre oči, Črni Hazari pa so bili temno rjavi, skoraj črni, "kot da so Indijci" Ob tem je treba upoštevati, da imajo podobno politično in ne rasno delitev tudi druga turška ljudstva, ki se delijo na  "belo" kasto vladajočih vojakov in "črno" kasto navadnih ljudi. Večina poznavalcev zato meni, da je al-Istahari imeni obeh skupin napačno interpetiral.

## Vzpon

### Ustanovitev hazarske države
Zgodnja hazarska zgodovina je tesno povezana z Gokturškim kaganatom, ki je nastal leta 552, ko je pleme Ašinov porazilo Rouran. Znano je, da so leta 515-516 Huni Saviri napadli Armenijo in da je vdova njihovega kneza Bolaha Boariksa leta 527 sklenila mir z Bizantinskim cesarstvom. Omeniti velja tudi dejstvo, da je  perzijski knez Hosrau I. leta 529 zatrl socialno gibanje, ki ga je vodil  zaratustrski  duhovnik Mazdak in prisilil številne judovske družine, ki so podpirale gibanje, k begu na ozemlje severno od Kavkaza. Omenja se tudi, da je leta 552 v zahodnem turškem kaganatu vladal kagan Tumin ali Tumen iz plemena Ašina.  Domneva se, da so prebivalci zahodnega dela Gokturškega kaganata postali znani kot Avari. V tem obdobju se omenja tudi več savirskih in hazarskih napadov na  Kavkaško Albanijo.
Prvi pomemben zgodovinski dogodek, v katerem so sodelovali Hazari, je njihova udeležba v pohodu bizantinskega cesarja Heraklija (610 – 641) proti perzijskm Sasanidom. Hazarski vladar Ziebel, katerega včasih istovetijo s Tong Jabgu kanom Zahodnih Turkov, je pomagal Bizantincem osvojiti Gruzijo. Ziebelov sin se je celo nameraval poročiti s Heraklijevo hčerko, vendar do poroke ni prišlo. Med vojnim pohodom v Gruzijo je Hazare morda vodil general Mo-ho-šad, njihovi vojski pa je morda poveljeval njegov sin Buri-šad.
Po propadu Gokturškega cesarstva zaradi notranjih sporov v 7. stoletju se je zahodna polovica cesarstva razdrobila v številne plemenske zveze, med katerimi so bili najpomembnejši Prabolgari pod vodstvom plemena Dulo in Hazari pod vodstvom plemena Ašina, iz katerega so bili tudi tradicionalni vladarji Gokturškega cesarstva. V 670. letih so Hazari razbili prabolgarsko plemensko zvezo, kar je povzročilo selitev številnih plemen, tako da sta pod bolgarsko oblastjo ostali samo Volška Bolgarija in Prvo bolgarsko cesarstvo ob Donavi.
V 7. in 8. stoletju so se Hazari večkrat vojskovali z Omajadskim kalifatom, ki je poskušal razširiti svoj vpliv na Transoksanijo in Kavkaz. V prvi vojni, ki se je začela v  zgodnjih  650.  letih, so Arabci pod poveljstvom Abd ar-Rahmana ibn Rabiaha v bitki pred hazarskim mestom Belendžer doživeli poraz.
Številni ruski viri omenjajo, da je bilo hazarskemu kaganu iz tistega obdobja ime Irbis in je bil potomec gokturške vladarske hiše Ašina. Vprašanje je, ali je Irbis sploh obstojal in če je, kateri od številnih gokturških vladarjev s tem imenom je bil. 
V naslednjih desetletjih so Arabci še večkrat napadli Hazare, Hazari pa so vpadali v Kurdistan in Iran. Iz al-Tabarijevih zapisov je razvidno, da so se Hazari  združili z ostanki Gokturkov v Transoksaniji v enotno fronto proti Arabcem.

### Hazari in Bizantinsko cesarstvo
Hazari so že v poznem 7. stoletju obvladovali večino polotoka Krima. Sredi 8. stoletja so premagali uporniške Krimske Gote in zasedli njihovo mesto Doros, sedanji Mangup. Za svojo prestolnico (tudun) so leta 690 izbrali Herson, čeprav je mesto uradno pripadalo Bizantinskemu cesarstvu.
Hazari so bili vsaj del 8. stoletja zavezniki Bizantinskega cesarstva. Cesarju Justinijanu II., ki je bil v izgnanstvu v Hersonu, je leta 704/705 uspelo pobegniti na ozemlje Hazarov, kjer se je poročil s sestro kagana Ibuzirja Teodoro. S Teodorino pomočjo je pobegnil v Bolgarijo in s pomočjo bolgarskega kana Tervela ponovno prišel na bizantinski prestol. Hazari so kasneje podprli uporniškega generala Filipika Bardana, ki je leta 711 Justinjana odstavil in sam zasedel bizantinski prestol.
Bizantinski cesar Leon III. je svojega sina, kasnejšega cesarja Konstantina V., poročil hčerko hazarskega kagana Biharja  Čičak. Poroka je bila sklenjena zaradi zavezništva med obema cesarstvoma. Čičak se je pokristjanila in preimenovala v Ireno. Njun sin je Leon je postal bizantinski cesar Leon IV., ki je bolj poznan kot Leon Hazar.

### Druga hazarsko arabska vojna
Sovražnosti med  Omajadskim kalifatom in Hazari so ponovno izbruhnile  v 710. letih zaradi stalnih vdorov ene in druge strani čez Kavkaz. Med vojno je bilo samo nekaj odločilnih bitk. Hazari pod poveljstvom kneza Bardžika so napadli sevezozahodni Iran in decembra 730  pri Ardabilu porazili omajadsko vojsko, ubili njenega vojskovodjo al-Džarraha al-Hakamija in za kratek čas zasedli  mesto. Naslednje leto so Hazari pri Mosulu v severnem Iraku doživeli poraz, v katerem je bil Bardžik ubit. Arabska vojska, kateri je najprej poveljeval knez Maslamah ibn Abd al-Malik, za njim  pa Mervan ibn Mohamed, kasnejši kalif Mervan II., je nato vdrla čez Kavkaz in leta 737 porazila Hazare pod poveljstvom Hazar Tarhana. Arabci so za nekaj časa zasedli Itil in morda prisilili kagana k spreobrnitvi v islam. Stalna okupacija Kavkaza zaradi nestabilnosti omajadskega režima ni bila mogoča, zato se je arabska vojska umaknila in Hazari so ponovno vzpostavili svojo neodvisnost. Domneva se, da so Hazari privzeli judaizem, do katerega je teoretično prišlo okrog leta 740, ravno ob ponovni vzpostavitvi svoje neodvisnosti.
Arabski viri trdijo, da je leta 730 ali 731 v Hazariji vladala kaganka ali regentka Parsbit (ali Barsbek), ki je imela veliko moč in je leta 730 sama poveljevala hazarski vojski v vojni proti Arabcem. Arabski zapisi kažejo na to, da so lahko v hazarski državi prišle na visoke položaje tudi ženske.
Hazarom je s temi vojnami  uspelo  za nekaj časa zaustavili prodiranje Arabcev v vzhodno Evropo, nazadnje pa so se morali umakniti preko Kavkaza na sever. V naslednjih desetletjih so razširili svoje ozemlje od Kaspijskega jezera na stepe severno od Črnega morja in na zahod najmanj do reke Dneper.
Leta 758 je abasidski kalif Abdulah al-Mansur ukazal vojaškemu guvernerju Armenije Jazidu ibn Usajd al-Salamiju, naj se poroči z nevesto iz hazarske vladarske hiše in z njimi sklene mir. Jazir se je poročil s hčerko kagana Bagaturja, nevesta pa je nepričakovano, morda na porodu, umrla. Njeni služabniki so jo odpeljali domov v prepričanju, da so jo Arabci zastrupili, kar je razsrdilo njenega očeta. Hazarski general Ras Tarhan je zato napadel in več mesecev pustošil po severnem Iranu, zatem pa so odnosi med Hazari in Abasidskim kalifatom umirili.

## Veroizpovedi

### Turški šamanizem
Hazari so prvotno prakticirali tradicionalni turški šamanizem, predvsem boga neba Tengrija. Hazarski šamanizem je bil pod velikim vplivom konfucionizma, ki je prišel iz Kitajske. Vpliv je opazen predvsem pri nebeškem mandatu, tradicionalnem kitajskem filozofskem  konceptu, ki obravnava legitimnost vladarjev. Hazarsko pleme Ašina se je imelo za Tengrijevo izbrano pleme, kagan pa je bil utelešenje božje naklonjenosti  do Turkov. Neuspešen kagan je očitno izgubil božjo naklonjenost, zato so ga običajno obredno usmrtili. Nekateri zgodovinarji se v šali sprašujejo, ali niso bile ravno obredne usmrtitve razlog, da so vladarji  iskali rešitev v drugih veroizpovedih.
Hazari so poleg Tengrija častili tudi številne druge bogove, med katerimi so bili najpomembnejši boginja plodnosti Umaj, bog groma Kuara in bog smrti Erlik.

### Spreobrnitev v judaizem
Judovske skupnosti v grških kolonijah ob Črnem morju so obstojale že od poznega klasičnega obdobja. Bizantinski cesarji Heraklij (610–641), Justinjan II. (685–695 in 705–711), Leon III. (717–741) in kasneje Roman I. (919–944) so Jude preganjali, zato so pobegnili  na ozemlje Hazarov. V Hersonesu (Chersonesos Taurica), Sudaku, Kerču in drugih mestih na Krimu, pa tudi v Anapi in Tmutarakanu, so bili zato Judje  že v 670. letih večinsko prebivalstvo. Judom iz Bizantinskega cesarstva so se pridružili Judje, ki so pobegnili iz sasanidske Perzije, predvsem med Mazdakovimi upori, kasneje pa tudi iz drugih delov islamskega sveta. Judovski trgovci, na primer Radaniti, so zakonito trgovali po celem hazarskem ozemlju in so verjetno imeli velik gospodarski in politični vpliv.
Na vzhodnem Kavkazu, predvsem v Azerbajdžanu, so živeli Gorski Judi, katerih poreklo in zgodovina nista povsem jasni. Zanje se ne ve, ali so bili hazarski zavezniki ali podložniki, vsekakor pa so imeli vpliv na spreobrnitev Hazarov v judaizem.
Hazarska kraljeva družina in plemstvo so se spreobrnili v judaizem v zadnjih desetletjih 8. ali na začetku 9. stoletja, njim pa je sledil del prebivalstva. Obseg spreobrnitve je vprašljiv. Ibn al-Faqih je v 10. stoletju poročal, da "so vsi Hazari Judi", nekateri poznavalci pa so v nasprotju z njegovo izjavo prepričani, da so v judaizem prestopili samo zgornji družbeni razredi. Takšno mišljenje delno podpirajo tudi tedanji muslimanski teksti.
Razprave v knjigi Kuzari (Kitab al Khazari), ki jo je napisal Jehuda Halevi (1075–1141), razlagajo moralne liturgične razloge za spreobrnitev Hazarov in jih imajo nekateri poznavalci za moralne  pripovedke. Nekateri raziskovalci so trdili, da je bil delen razlog za spreobrnitev politična preračunljivost, s katero so hoteli obdržati nekaj nevtralnosti. Hazarsko cesarstvo se je namreč znašlo med dvema hitro rastočima kulturama – muslimani na vzhodu in kristjani na zahodu, obe verstvi pa sta priznavali judaizem kot vero svojih prednikov in ga zato v nekaterih pogledih spoštovali.
Natančen datum spreobrnitve je vsekakor sporen. Do nje bi lahko prišlo od leta 740 pa vse do sredine 9. stoletja. Nedavno odkriti kovanci kažejo, da je judaizem postal državna veroizpoved po letu 830. Sv. Ciril, ki je Hazarijo obiskal leta 861, Hazarov nima za Jude, čeprav je imel takratni kagan biblično hebrejskio ime Zaharija. Nekateri srednjeveški viri omenjajo, da se je rabin, ki je nadziral spreobračanje, imenoval Izak Sangari ali Jicak ha-Sangari.
Prvi judovski hazarski kralj se je imenoval Bulan, kar pomeni "jelen", čeprav ima v nekaterih virih hebrejsko ime Sabrijel. Kasnejši kralj Obadija, ki je bil morda Bulanov vnuk, je utrdil judaizem, v državo povabil rabine in gradil sinagoge. Nekateri Judi, na primer rabin Saadia Gaon (882/892-942), so imeli o Hazarih pozitivno mnenje, zato so jih v tedanjih keraitskih spisih ostro kritizirali kot podleže. Njihove kritike nakazujejo, da Hazari zelo verjetno niso privzeli keraizma, kot je predpostavil na primer Abraham Firkovič.
Iz Schechterjevega dokumenta, službenega dopisa neznanega hazarskega avtorja neznanemu judovskemu dostojanstveniku, je razvidno, da je bil središče hazarskega judaizma tabernakelj, podoben tistemu, ki je omenjen v  2. Mojzesovi knjigi (Exodus). Arheologi iz Rostova na Donu so zložljiv oltar, ki so ga izkopali v Humarinskem gorodišču, z zadržkom prepoznali kot del takšne gradnje.
Hazari so imeli tesne stike z Judi v Levantu in Perziji. Perzijski Judi, na primer, so upali, da bo Hazarom morda uspelo premagati Abasidski kalifat. Visoko spoštovanje, ki so ga Hazari uživali med Judi na Orientu, je razvidno tudi iz komentarja citata Izaije 48:14, ki pravi: "Gospod jih je ljubil". Komentar, ki ga nekateri pripisujejo Saadiju Gaonu, drugi pa enemu največjih srednjeveških keraitskih učenjakov Benjaminu Hanavendiju, trdi, da se citat nanaša na Hazare, ki "bodo uničili Babilon". Babilon je v tistem času pomenil  ozemlje Arabcev.  Iz Hazarske korespondence, zbirke pisem, ki sta si jih v 950. ali 960. letih pisala  tajnik kordovskega kalifa Hasdaj ibn Šaprut in hazarski kagan Jožef, je razvidno, da sta se v Hazariji naselila dva španska Juda: Juda ben Meir ben Natan in Jožef Gagris. Saadia, ki je dobro poznal hazarsko cesarstvo, omenja nekega Izaka ben Abrahama, ki se je v Hazarijo priselil iz Sure v južni Babiloniji.
Hazarski vadarji so se imeli za zaščitnike mednarodnega judovstva in so si dopisovali z judovskimi voditelji v tujini. Vladarji so bili znani po tem, da so se za preganjanje Judov v tujini maščevali kristjanom in muslimanom v Hazariji. Ibn Fadlan poroča, da je hazarski vladar dobil okrog leta 920 novico, da so muslimani porušili sinagogo v Babungu. Hazari so zato na njegov ukaz porušili minaret mošeje v prestolnici Hazarije in usmrtili mujezina. Ob tem je izjavil, da bi lahko porušil celo mošejo, ne da bi se bal, da bodo muslimani  iz maščevanja porušili vse sinagoge na svojem ozemlju. Hazari so na podoben način reagirali na preganjanje Judov v Bizantinskem cesarstvu med vladanjem Romana I., ko so za povračilo napadli bizantinske interesa na Krimu.
Razni rasni teoretiki in antisemitski viri iz 20. stoletja zagovarjajo teorijo, da je večina  aškenaskih Judov potomcev nesemitskih spreobrnjenih Hazarov. Takšne trditve so se še posebno okrepile po objavi knjige Arthurja Koestlerja Trinajsto pleme. Čeprav sodobne genetske raziskave in večina poznavalcev to teorijo zavračajo, je v nekaterih krogih, na primer v Gibanju za krščansko identiteto, Črnih Hebrejcih,  Britanskih Izraelitih in drugih, predvsem arabskih, še vedno popularna. Vse te skupne trdijo, da so oni in ne Judi pravi potomci Izraelitov in poskušajo povezavo med Aškenazi in Izraelom izkoristiti v svoj prid.

### Druga verstva
Hazarska oblast je dopuščala široko paleto verstev, zato so Hazari poleg šamanizma in judaizma verjetno prakticirali tudi grško pravoslavje, nestorijansko in monofizitsko krščanstvo, zaratustrstvo ter nordijske, finske in slovanske poganske kulte.
Grški pravoslavni škof je imel sedež v Itilu in je bil podrejen metropolitu v Dorosu. "Slovanski apostol" sv. Ciril je baje poskušal spreobrniti Hazare v krščanstvo, vendar mu to ni uspelo.
Hazarski muslimani so imeli v mestih kar obsežne četrti s številnimi mošejami. Muslimansko skupnost je dvoru zastopal poseben muslimanski uradnik - haz.

## Vodenje države

### Delitev vladarske oblasti
Vrhovna oblast v hazarski državi je bila razdeljena med kagana in beka ali kagan beka. Takratni arabski zgodovinarji trdijo, da je bil  kagan samo duhovni vladar z omejenimi pooblastili, bek pa je bil odgovoren za državno upravo in vojaške zadeve. 
Kagan in kagan bek sta živela v prestolnici Itil. Kaganova palača je, po trditvah arabskih virov, stala na otoku na Volgi. Kagan je imel 25 žena, ki so bile hčerke podložnih vladarjev. Zadnji podatek je verjetno pretiran.
V Hazarski korespondenci hazarski kralj Jožef sebe istoveti z vladarjem Hazarov in svojega sovladarja sploh ne omenja. Njegova trditev odpira vprašanje, ali je bil kagan ali kagan bek, opisi njegovih vojnih pohodov pa kažejo na to, da je bil verjetno bek. Kakorkoli že, v Schechterjevem pismu se kralj Jožef nima za kagana. Tretja možnost je, da so Hazari do leta 950-960, ko je korespondenca nastala, oba položaja združili v enega ali pa so beki izpodrinili kagane ali obratno.
Hazarsko dvojno kraljevanje je morda vplivalo tudi na druge narode. Državno oblast so na podoben način delila zgodnja madžarska ljudstva, ki so imela duhovnega kralja (kende) in vojaškega kralja (gyula). Ibn Fadlan pravi, da so imeli podobno organizacijo tudi zgodnji Turki Oguzi. Oguzi so imeli vojskovodjo kudarkina, ki je bil podrejen vladajočemu jabguju.

### Vojska
Hazarsko vojsko je vodil kagan bek, poveljevali pa so njemu podrejeni oficirji tarkani. Slaven tarkan, o katerem poročajo arabski viri, je bil Ras ali As Tarkan, ki je leta 758 poveljeval pohodu na Armenijo. Pomembna enota hazarske vojske je bila arsija, ki so jo sestavljali muslimanski vojaški najemniki iz Horezma ali Alani. Arsija je imela privilegij, da ni sodelovala v borbah proti muslimanom.
Zgodnji ruski viri mesto Hazaran, ki je stalo ob Volgi nasproti Itila, včasih imenujejo Hvalis, Hazarsko morje (Kaspijsko jezero) pa Hvališko morje. Nekateri strokovnjaki, med katerimi je tudi Omeljan Pricak, trdijo, da sta obe imeni vzhodnoslovanski različici imena "Horezmijec" in se nanašata na vojaške najemnike iz arsije.
Hazari so poleg stalne vojske po potrebi vpoklicali tudi svoje nabornike in pomožne enote, ki so jih sestavljali naborniki iz podložnih plemen.

### Drugi uradniki
Naselja so upravljali uradniki, ki so se imenovali tuduni. Tudune so ponekod, na primer v bizantinskih naseljih na Krimu, imenovali meščani v skladu z interesi lokalne politične elite. 
Ibn Fadlan med vladnimi uradniki in dostojanstveniki omenja džavišgarja in kundurja, katerih pristojnosti niso znane.

### Sodstvo
Muslimanski viri poročajo, da sta hazarsko vrhovno sodišče sestavljala dva Juda, dva kristjana, dva muslimana in "pogan", za katerega ni znano, ali je bil turški šaman ali nordijski ali slovanski svečenik. Sodniki so razsojali skladno z zakoni njihove vere. Nekateri poznavalci takšni sestavi sodišča ugovarjajo, ker mora judovsko rabinsko sodišče Bet din imeti tri člane. Možno je torej, da so imeli Judi kot pripadniki državne religije na vrhovnem sodišču tri člane in ne samo dva in da so muslimanski viri z omenjanjem samo dveh članov poskušali manjšati njihov vpliv. Muslimansko in krščansko sodišče sta na ta račun morda delovali s samo enim ali dvema sodnikoma.

## Gospodarstvo

### Trgovina
Hazari so obvladovali mrežo najpomembnejših  trgovskih poti, po katerih je blago iz zahodne Evrope potovalo proti vzhodu do Srednje Azije in Kitajske in obratno. Preko Hazarije so z Evropo trgovali tudi Arabci iz Omajadskega kalifata in radaniti, ceh judovskih trgovcev, ki so morda pripomogli k spreobrnitvi Hazarov v judaizem.
Hazari svoji osrednji vladi niso plačevali davkov, ker se je financirala iz 10% davka od blaga, ki je potovalo preko njenega ozemlja in davkov, ki so ga plačevali podjarmljeni narodi. Hazari so izvažali med, krzno, volno, proso in druga žita, ribe in sužnje. Orientalist D.M. Dunlop in zgodovinar M. Artamonov trdita, da Hazari sami niso proizvajali nobenih dobrin in so živeli izključno od trgovine. Odkritja iz zadnjih petdesetih letih, med katere spadajo lončarsk in steklarske delavnice, njuno tditev spodbijajo

### Denar
Hazari so kovali svoj srebrn denar jarmak. Mnogi kovanci so bili kopija arabskih dirhamov s popačenimi arabskimi napisi. V Hazariji so se na široko uporabljali tudi kovanci Omajadskega kalifata, predvsem zaradi zanesljive vsebnosti srebra. Hazarske kovance, ki so bili imitacja dirhamov,  so sprejemali tudi na Kitajskem, Angliji in Skandinaviji, ker so bili zaradi nepoznavanja arabščine prepričani, da gre za arabski denar.
Na nekaterih ohranjenih kovancih je napis "Ard al-Hazar", ki v arabščini pomeni "država Hazarov". Veliko količino srebrnikov so leta 1999 odkrili na kmetiji družine Spolling na otoku Gotland na Švedskem odkrili. Med njimi je bilo nekaj kovancev iz leta 837/838 na katerih je napis v arabščini "Mojzes je božji prerok", ki je kopija muslimanskega napisa "Mohamed je božji prerok" na arabskih kovancih. R.M. Kovalev domneva, da so bili ti dirhami priložnostni kovanci, ki so jih skovali v spomin na prestop hazarskega kagana Bulana v judaizem.

## Vplivno območje
Ko je bil Hazarski kaganat na višku svoje moči, je bil izredno močna država. Jedro države je obsegalo porečje spodnje Volge in obalo Kaspijskega jezera na jug do Derbenta. Hazari so poleg tega od poznega 7. stoletja obvladovali večino Krima in severovzhodno obalo Črnega morja. Po letu 800 so hazarske posesti obsegale tudi večino Pontske stepe od Dnepra na zahodu do Aralskega jezera. Nekateri turški zgodovinski atlasi med njihove posesti prištevajo tudi ozemlje vzhodno od Arala. Med hazarsko-arabsko vojno v zgodnjih 700. letih se nekaj Hazarov umaknilo do vznožij Urala. Nekaj njihovih naselij se je morda ohranilo.

### Hazarska mesta
- Obala Kaspijskega jezera in delta Volge

Itil, Hazaran, Samandar
- Kavkaz

Balandžar, Kazarki, Sambalut, Samiran
- Krim in Tamanski polotok

Kerč, Teodozija, Kezlev (današnja Evpatorija), Samkarš (Tmutarakan), Sudak (Sugdaja)
- Dolina Dona

Sarkel
Številna hazarska mesta so odkrili tudi v pokrajini Saltovo-Majaki v Pontski stepi. Nekateri strokovnjaki domnevajo, da so Hazari na Dnepru ustanovili naselje Sambat, iz katere se je kasneje razvil Kijev. Iz hazarske naselbine se je razvil tudi današnji Černigiv.

### Tributarni in podložni narodi
Hazarom so davke plačevali številni narodi. Hazarom podložen kralj se je imenoval elteber. Hazarski vazali so bili v različnih obdobjih naslednji narodi oziroma države:
- Pontske stepe, Krim in Turkestan

Pečenegi, Oguzi, Krimski Goti, krimski Huni, zgodnji Madžari
- Kavkaz

Gruzija, Abhazija, razne armenske kneževine, Aranija (Kavkaška Albanija), severnokavkaški Huni, Adžarija, Avarci, Adigejci in Lezgini.
- Gornji Don in Dneper

razna vzhodnoslovanska plemena, med njimi Drevljani in Vjatiči in razne zgodnje ruske državice
- Volga

Volška Bolgarija, Burtasi, razna ugrofinska gozdna plemena, med njimi Mordvini in Ugrijci ter Baškirci in Barsilci.

## Upadanje in propad
Deveto stoletje, ki se včasih omenja tudi kot Pax Chazarica, hazarski mir, je bilo obdobje popolne hazarske oblasti nad Pontsko stepo, ki je omogočila razcvet trgovine in stikov med Evropo in Azijo. V zgodnjem 10. stoletju je zaradi vpadov Varjagov iz Kijevske Rusije in raznih turških plemen  moč hazarske države začela upadati. Država si je za kratek čas opomogla med vladanjem močnih vladarjev Arona II. in Jožefa, ki sta pokorila uporniške Alane in zmagala v vojnah proti Kijevski Rusiji.

### Upor Kabarov in odhod Madžarov
Bizantinski cesar Konstantin VII. Porfirogenet v svojem delu De administrando imperio piše, da se je v 9. stoletju skupina treh hazarskih klanov, imenovana Kabari, uprla hazarski oblasti. Upor je izbruhnil v času spreobračanja v judaizem, zato Mihail Artamonov, Omeljan Pritsak in drugi zgodovinarji domnevajo, da je bil upor povezan z zavrnitvijo rabinskega judaizma. Domneva je malo verjetna, saj še vedno velja prepričanje, da so bili Kabari in glavnina Hazarov tako pogani, judje, kristjani kot muslimani. Pritsak zagovarja domnevo, da je bil upor Kabarov v resnici vojna kagana Kan-Tuvana Digvija proti kagan beku. Kabari si bili v vojni poraženi in so se zato pridružili  plemenski zvezi, ki so jo vodili Madžari (Ogri). Včasih se je domnevalo, da ime "Oger"  izhaja iz turške besede "onogur", ki pomeni "deset puščic".  Sedem puščic naj bi simboliziralo sedem ugrofinskih plemen, tri puščice pa Kabare.
V zadnjih letih 9. stoletja so se Hazari in Oguzi združili, da bi skupaj napadli Pečenege, ki so napadali oba naroda. Pečenege so izrinili proti zahodu, od koder so Pečenegi pregnali Madžare, ki so kot hazarski vazali naseljevali porečji Dona in Dnepra. Madžari so se pod vodstvom poglavarja Lebedija in kasneje Arpada preselili na ozemlje sedanje Madžarske. Odhod Madžarov je povzročil politično nestabilnost in izgubo hazarske kontrole nad stepami severno od Črnega morja.

### Diplomatska izolacija in vojaške grožnje
Zavezništvo Hazarskega kaganata z Bizantinskim cesarstvom se je v zgodnjem 10. stoletju začelo krhati. Vojski obeh držav sta se na Krimu začeli spopadati in cesar Konstantin VII. Porfirogenet je v 940. letih v svojem delu De Administrando Imperio začel razmišljati o načinih, kako bi Hazare izoliral in napadel. Bizantinci so v tem času začeli sklepati zavezništva Pečenegi in Rusi in imeli pri tem različne uspehe.
Hazari so se zaradi vpadov nomadov, uporov v vazalnih državah in napadov bivših zaveznikov vse od začetka 10. stoletja vojskovali na več frontah. Iz Schechterjevega dokumenta je razvidno, da se je hazarski vladar Benjamin ben Menahem vojskoval s koalicijo "'SY, TWRQY, 'BM in PYYNYL", katero je ščuvala in podpirala "MQDWN".  MQDWN pomeni Makedon in se v mnogih judovskih srednjeveških tekstih nanaša na Bizantinsko cesarstvo. Druga imena pomenijo Burtase, Turke Oguze, Volške Prabolgare in Pečenege. Benjamin  je bil uspešen vojskovodja, njegov sin Aron II. pa se je moral soočiti z novo invazijo, ki so jo tokrat vodili Alani. Aron je s pomočjo Oguzov porazil Alane, Oguzi pa so že po nekaj letih postali hararski sovražniki. Ibn Fadlan je na svojem potovanju okrog leta 921 zapisal, da so Oguzi sovražniki Hazarov.
Nekateri viri trdijo, da je Seldžuk, eponimni prednik Turkov Seldžukov, v zgodnjem in srednjem 10. stoletju začel svojo kariero kot oguški vojak v hazarski službi. Povzpel se je do visokega položaja, potem pa se je začel prepirati s hazarskimi vladarji in odšel v Horezm.

### Vzpon Rusije
Hazari so bili na začetku zavezniki raznih varjaških skupin, ki so obvladovale ozemlje okoli Novgoroda. Ruski kaganat, zgodnja ruska država, ki je obsegala ozemlje današnje severozahodne Rusije in Belorusijo, je bila verjetno pod močnim vplivom Hazarov. Rusi so se lahko neovirano gibali preko Hazarije, ko so napadali ozemlja okrog Črnega morja in Kaspijskega jezera. Na enem od pohodov naj bi kagan za prost prehod od njih zahteval polovico plena. Rusi so imeli poleg tega tudi dovoljenje za prosto trgovanje po Volgi. Zavezništvu z Rusi so najbrž botrovale sovražnosti med Hazari in Arabci, hazarsko zatiskanje oči pa se je sčasoma sprevrglo v ogorčenje, predvsem med muslimanskim prebivalstvom kaganata. Hazarski vladarji so zato Rusom zaprli pot po Volgi, kar je povzročilo vojno. V zgodnjih 960. letih je hazarski vladar Jožef takole pisal Hasdaju ibn Šaprutu o poslabšanju odnosov z Rusi: "Proti njim sem se spustil v vojno, ker bi sicer uničili celotno ozemlje muslimanov vse do Bagdada".
Ruska vojskovodja Oleg Novgorodski in Svjatoslav I. Kijevski sta začela več vojn proti Hazarskemu kaganatu, pogosto s tihim soglasjem Bizantinskega cesarstva. V Schechterjevem pismu je poročilo o vojnem pohodu, ki ga je okrog leta 941 proti Hazarom sprožil HLGW, se pravi Oleg. Olega je v tej vojni premagal general Pesah, kar vzbuja dvome v zanesljivost opisov dogodkov v Primarni kroniki in drugih sorodnih delih o zgodovini Vzhodnih Slovanov.
Svjatoslavu je v 960. letih le uspelo uničiti hazarski imperij. Rusi so leta 965 zasedli Sarkel in Tamatarho, leta 968 ali 969 pa še prestolnico Itil. Obiskovalec Itila, ki je mesto obiskal kmalu po njegovem padcu, je napisal: "Po ruskem napadu nista ostala niti jagoda na grozdu niti list na veji".

## Hazari izven Hazarije
Hazarske skupnosti so obstojale tudi izven Hazarskega kaganata. Mnogo hazarskih najemnikov je služilo v vojskah kalifata in drugih islamskih državah. Dokumenti iz srednjeveškega Konstantinopla dokazujejo, da so se v predmestju Pera, današnjem Beyoğlu, Hazari mešali z Judi. V Konstantinoplu so živeli tudi krščanski Hazari, nekaj pa jih je bilo tudi v bizantinski vojski. V 9. in 10. stoletju so služili celo v cesarski osebni straži hetarei, v kateri so imeli svojo ločeno enoto. Patriarh Fotij I. Konstantinoplski se je nekoč obregnil nad cesarjem, češ da ima "hazarsko obraz". Kaj je njegova izjava pomenila, ni znano. Lahko bi se nanašala na njegovo poreklo ali je pa je bila groba žalitev.
Abraham ibn Daud je v 12. stoletju v Španiji poročal, da so bili med rabinskimi učenci tudi Hazari in njihovi potomci. Jude iz Kijeva, pa tudi iz vseh drugih delov Rusije, ki bi utegnili biti hazarskega porekla, so omenjali tudi v Franciji, Nemčiji in Angliji.
Med Kabari, ki so se v 9. in zgodnjem 10. stoletju naselili na Ogrskem, bi lahko bilo tudi nekaj Hazarov. Mnogo hazarskih Judov je pred tujimi osvajalci verjetno pobegnilo tudi v druge vzhodnoevropske države, kjer so se zlili z lokalnimi Judi in judovskimi priseljenci iz Nemčije in Zahodne Evrope. Hazari znotraj vzhodnoevropske judovske skupnosti nikoli niso ustanovili kakšne pomembe samostojne skupine.
Poljske legende govorijo o Judih, ki so bili prisotni na Poljskem že pred ustanovitvijo Poljskega kraljestva. Nekatero poljski kovanci iz 12. in 13. stoletja imajo slovanske napise, pisane v hebrejščini. Povezava teh kovancev s Hazari je zgolj hipotetična.

## Kasnejše omembe Hazarov
Kaj je od hazarske države ostalo in koliko časa je še obstojala po Svjatoslavovem opustošenju Itila leta 968/969, če sploh je, je še vedno predmet razprav. Hazari so v naslednjih dvesto letih  morda obdržali oblast ponekod naKavkazu, zaradi zelo skopih zgodovinskih zapisov pa je to  težko dokazati.
Dokaz za morebiten obstoj kasnejše hazarske države bi lahko bilo dejstvo, da Svjatoslav po zasedbi Itila ni zasedel celega volškega bazena in se je s hazarskega ozemlja umaknil relativno kmalu zaradi pohoda proti Bolgarom. Stalna osvojitev Povolžja se je zgodila v kasnejših valovih stepskih ljudstev, na primer Kipčakov.

### Judovski viri
Mandgelisov dokument, pismo iz leta 985-986 (leta 4746 po hebrejskem koledarju), pisano v hebrejščini, govori o "hazarskem knezu, našem gospodu Davidu", ki je živel v Tamanu. Davida so obiskali odposlanci iz Kijevske Rusije in se z njim pogovarjali o verskih zadevah. Obisk bi lahko bil povezan z Vladimirjevo spreobrnitvijo v krščansko vero, ki se je zgodila približno takrat. Taman je bila okrog leta 988 kneževina Kijevske Rusije in morda ena od naslednic Hazarskega kanata. Nekateri poznavalci, med njimi tudi D.M. Dunlop, trdijo, da je pristnost tega pisma vprašljiva.
Abraham ibn Daud, španski rabin iz 12. stoletja, je poročal o srečanju s hazarskimi rabinskimi  učenjaki  v Toledu, ki so mu povedali, da je v Hazaraziji ostal samo še "žalosten ostanek rabinskih vernikov". Njihova omemba namiguje, da je nekaj Hazarov ostalo etnično, če ne politično, samostojnih najmanj dve stoletji po padcu Itila.
Petahija Ratisbonski, rabin in popotnik iz 13. stoletja, je na potovanaju skozi Hazarijo o njenih prebivalcih omenil samo to, da živijo izolirano v stalnem objokovanju.

### Muslimanski viri
Ibn Haukal in al-Mukaddasi sta omenjala Itil po letu 969, kar bi lahko pomenilo, da so ga obnovili. Al-Biruni je sredi 11. stoletja poročal, da je bil Itil v ruševinah in ni omenjal kasnejšega mesta Sakšin, ki je bilo zgrajeno v njegovi bližini. Možno je torej, da je bil novi Itil sredi 11. stoletja porušen. Četudi je Birunijevo poročilo točno, ni nobenega dokaza, da je bil novi Itil naseljen s Hazari in ne morda s Pečenegi ali katerim drugim ljudstvom.
Ibn al-Athīr, ki  je pisal okrog leta 1200, opisuje  "pohod Fadluna Kurda proti Hazarom". Fadluna Kurda so kasneje prepoznali kot emirja al-Fadla ibn Mohameda al-Shaddadija, ki je v 1030. letih vladal v Araniji in drugih delih Azerbajdžana. Al-Fadl je napadel Hazare, vendar je moral pobegniti, ker je padel v hazarsko zasedo in izgubil 10.000 mož. Marquart in Barthold, velika strokovjaka za evrazijske nomade z začetka 20. stoletja, sta  menila, da se dogodek nanaša na preostanke Hazarov, ki so se vrnili k poganstvu in nomadskemu načinu življenja. Barthold in nedavno tudi Kevin Brook sta glede tega bolj skeptična in trdita, da se Ibn al-Athīrjevi zapisi ne nanašajo na Hazare, pač pa na Gruzince ali Abhazijce. Za nobeno od omenjenih trditev ni trdnih dokazov.